# Caralluma montana
Caralluma montana là một loài thực vật có hoa trong họ La bố ma. Loài này được R.A.Dyer & E.A.Bruce mô tả khoa học đầu tiên năm 1948.